# Gravand
Gravand (Tadorna tadorna) är en andfågel som tillhör släktet gravänder (Tadorna) inom familjen änder (Anatidae). Till utseende, rörelsemönster och flygstil liknar gravänderna mest gässen. Fågeln förekommer utmed kusterna i större delen av Europa, men även inåt landet österut till Kina. Beståndet globalt anses vara livskraftigt.

## Kännetecken

### Utseende

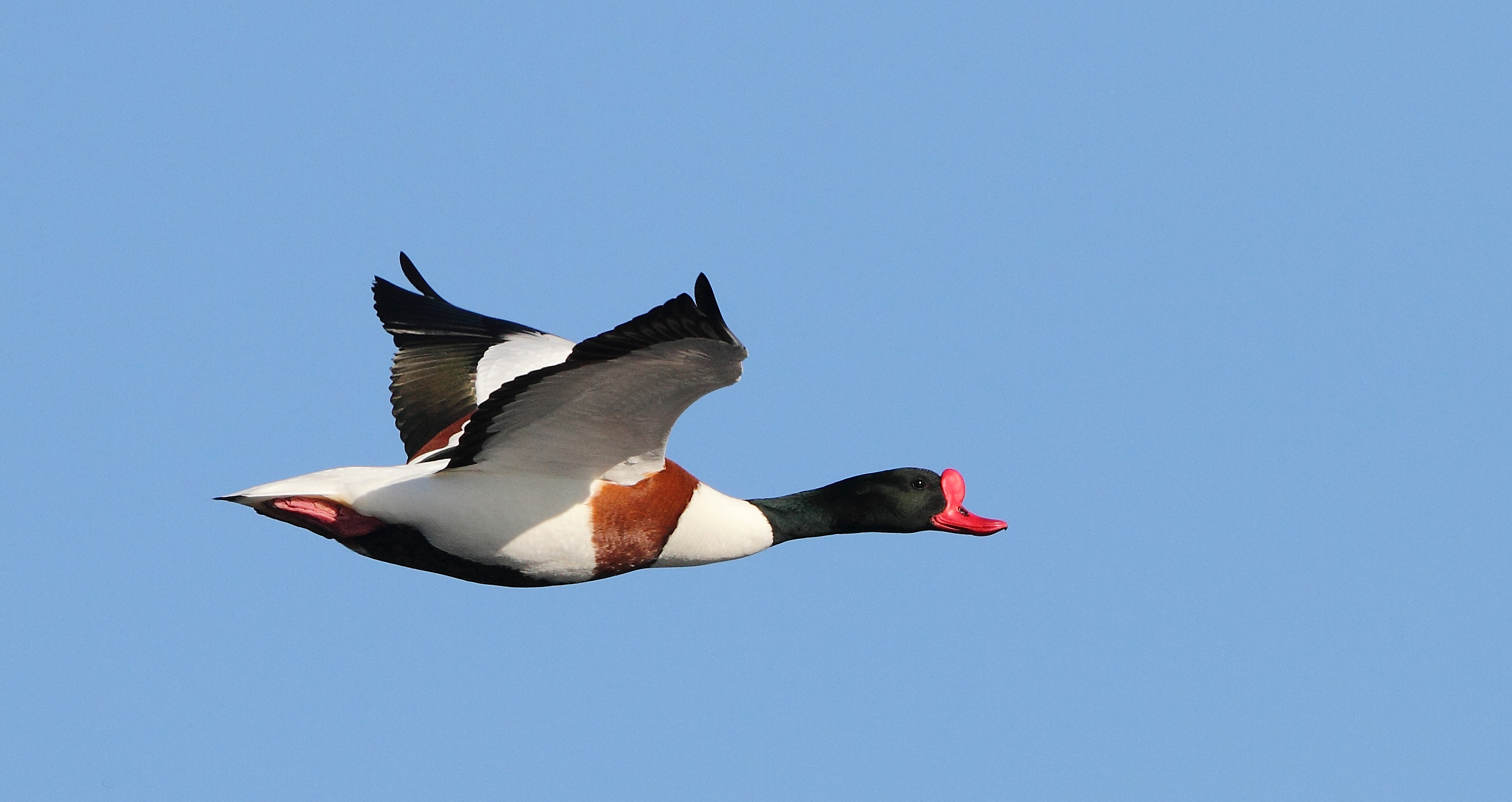
Adult hane i flykten.

Gravanden är en brokig, gåslik and med en kroppslängd på 55–65 centimeteter. Den har lång hals, långa ben och långa, spetsiga vingar, kraftig kropp och stor, tydligt uppåtböjd näbb. Fågeln är till största delen vit med grönt huvud, röd näbb och hasselnötsbrun gördel på framsidan. Skuldror och vingpennor är svarta. Könen är lika varandra, men hanen är något större och har under parningstiden en svullen röd knopp mellan ögonen.

### Läte
Gravanden är en ljudlig fågel. Från hanen hörs svischande visslingar under uppvaktningen. Även ett upprepat, tvåstavigt "pju-pu" hörs. Honans läte är ett nasalt gnäggande.

## Utbredning
Gravanden förekommer längs kusterna i större delen av Europa österut genom Centralasien till nordöstra Kina och söderut till Iran och Afghanistan. Vintertid når den norra Afrika, Irak, Pakistan, norra Indien, Bangladesh och södra Kina. I Europa har den tillfälligt även noterats på Färöarna, Madeira, Azorerna, Kanarieöarna och Svalbard. Gravanden har också på senare tid vandrat söderut i Afrika till Ghana. I Asien finns fynd från östligaste Ryssland och Filippinerna.

### Förekomst i Sverige
I Sverige häckar merparten på de södra kusterna, både på ost- och västkusten till Bohuslän respektive norra Uppland- Den häckar även sparsamt i inlandet i Skåne, på Öland och Gotland.
Det finns få uppgifter om gravandens svenska utbredning i historisk tid. Dock finns det fossila fynd från Birka, och från 1700-talet finns enstaka uppgifter om häckande gravand i Stockholms skärgård, vilket kan tyda på att arten tidigare hade en nordligare häckningsutbredning i Sverige.[källa behövs]

## Systematik
Gravanden beskrivs som en av de minst typiska arterna i släktet Tadorna och har betraktats som en möjlig länk mellan släktet och Alopochen. I fångenskap har den hybridiserat med flera andra arter inom sitt släkte, men även nilgås, gräsand och ejder. Den behandlas som monotypisk, det vill säga att den inte delas in i några underarter.

## Ekologi

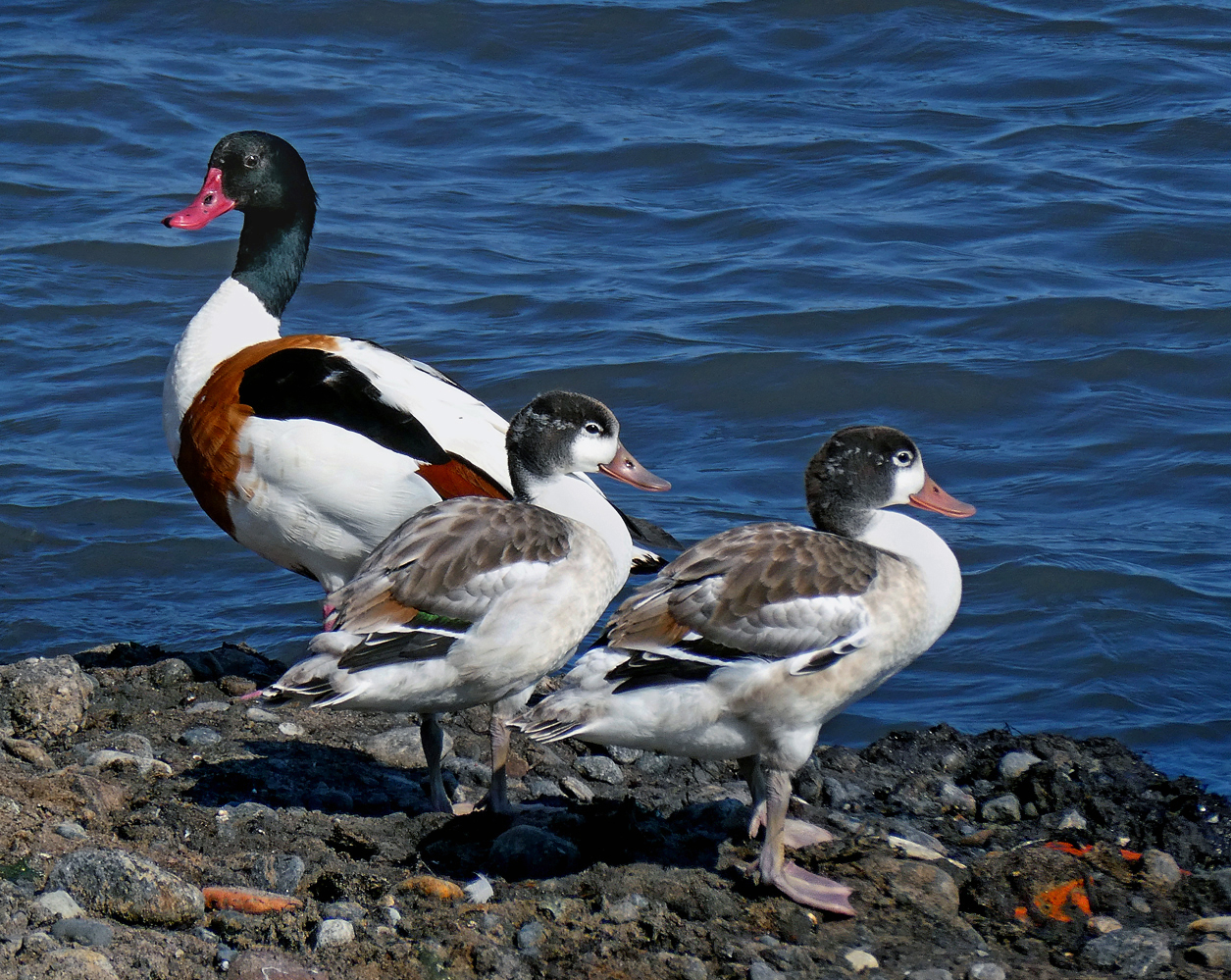
Hona med två halvvuxna ungar.

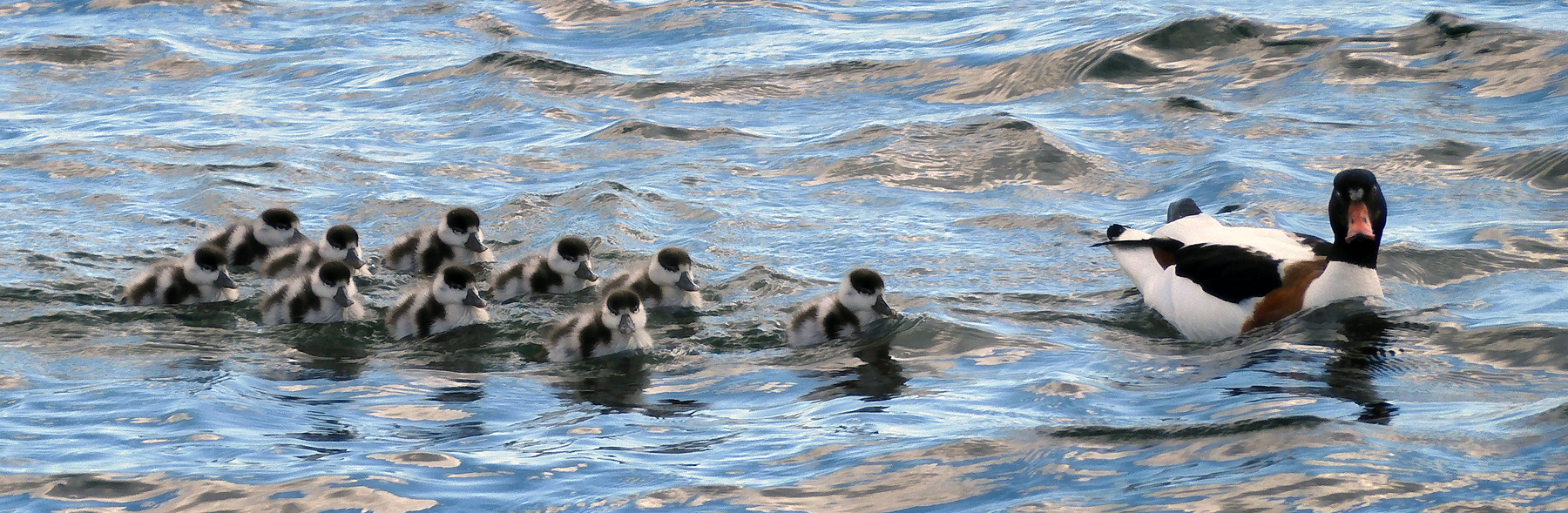
Hona med tio veckogamla ungar.

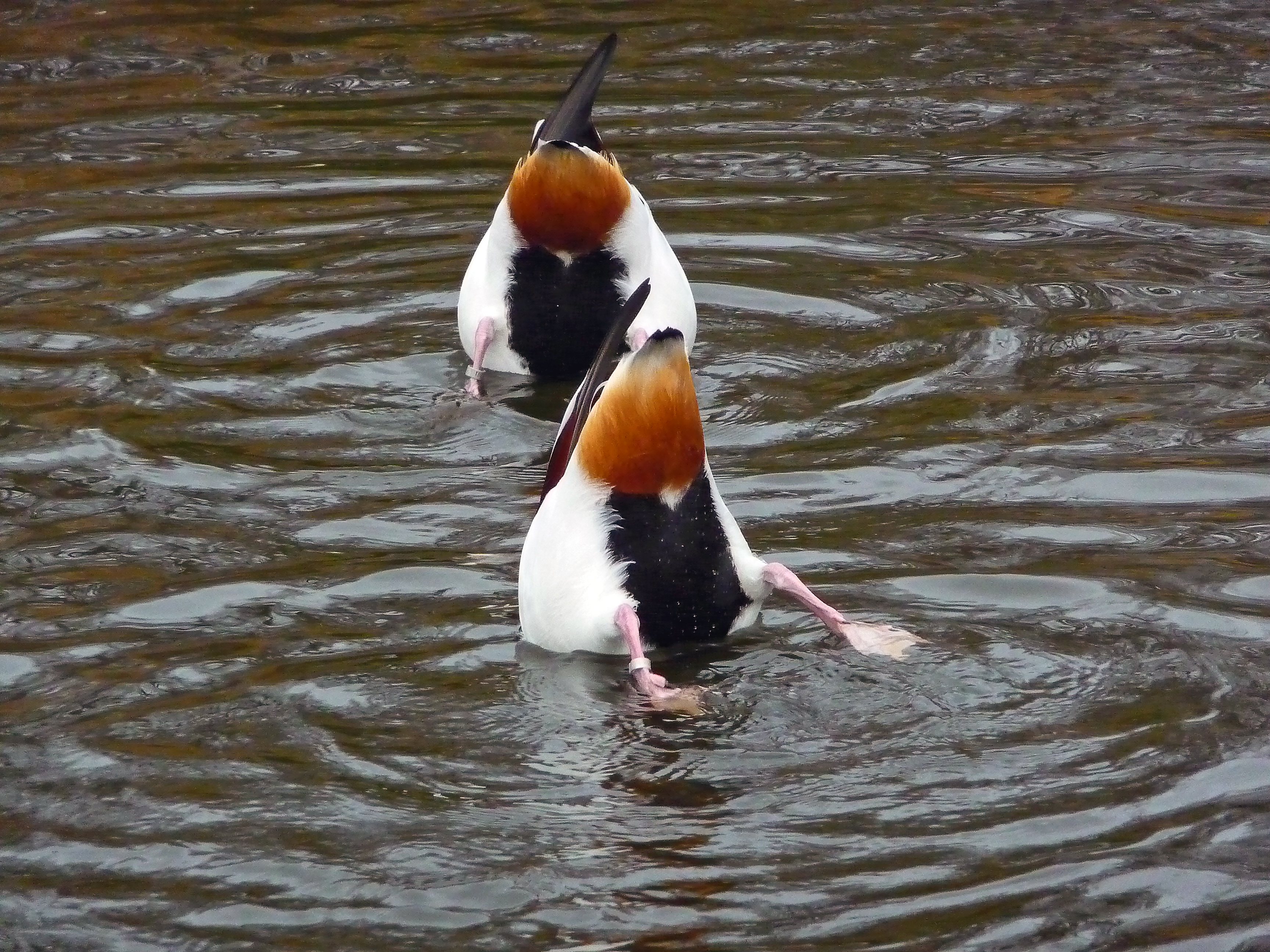
Gravanden tippar kroppen för att beta föda på botten i grunt vatten.

Gravanden trivs bäst vid långgrunda ler- och sandstränder, gärna med laguner. De återfinns även vid större träsk och i jordbruksmiljö. Gravanden flyger och simmar väl och kan dyka. När den dyker använder den, förutom fötterna, också vingarna för att ta sig fram. Dess föda består av små havsdjur, frön, knoppar och späda skott. 

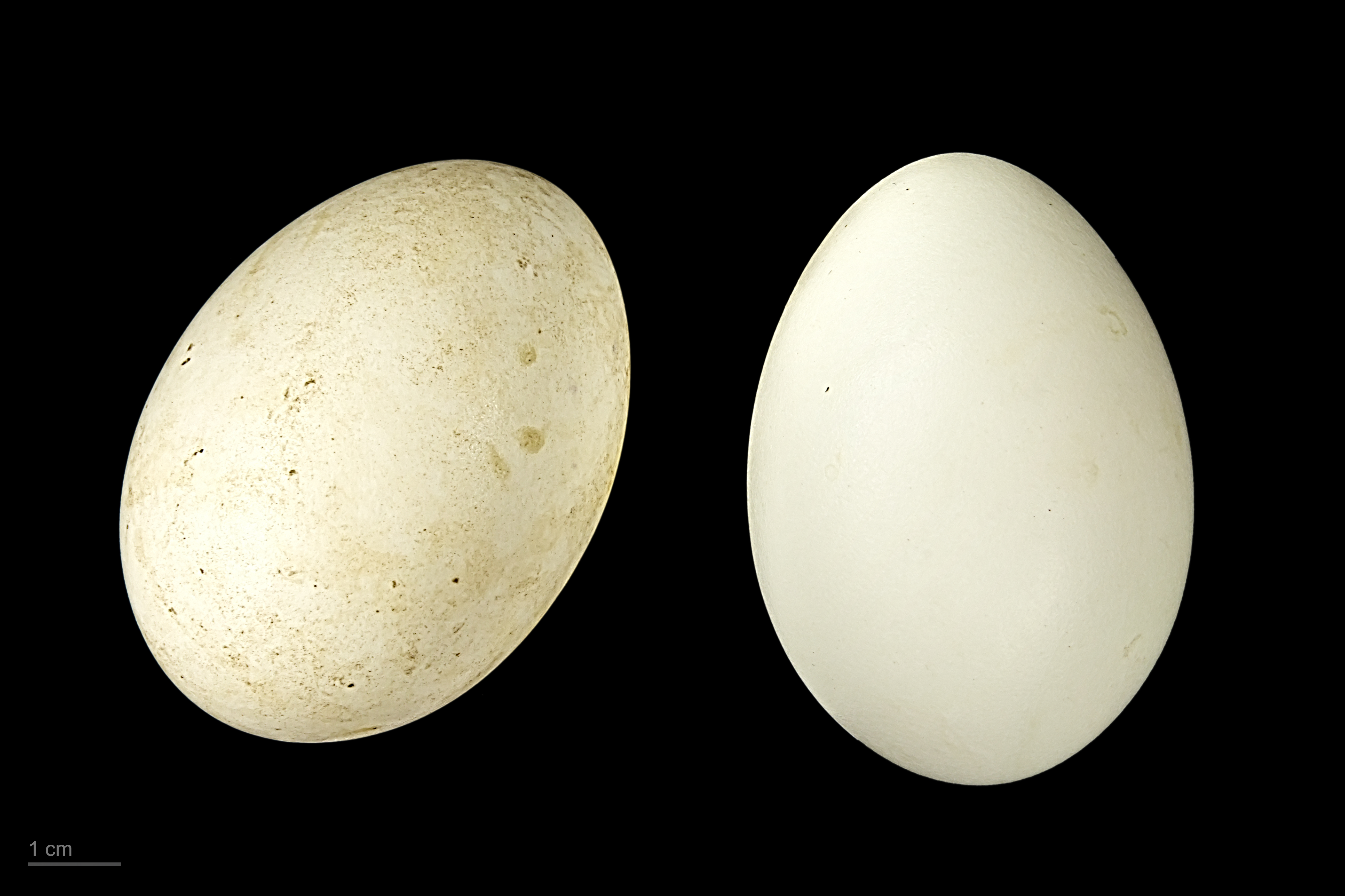
Gravandens ägg.

### Häckning
Som boplats gräver gravanden, i en jord- eller sandbank, en gång som vidgar sig mot slutet. Den inre delen fodras med gråvitt dun. Den nyttjar också hålor grävda av andra djur som kanin, räv eller grävling. Gravanden häckar även i håligheter i trädstammar, stenrösen, stengärdsgårdar, under halmstackar eller under byggnader. Gravanden lägger i snitt sju till 15 helt vita, glänsande, ovala och tillspetsade ägg, vanligtvis i Sverige mellan mitten av maj till en vecka in i juni men kan lägga ägg redan i slutet av april ända till början av juli. Honan sköter ruvningen medan hanen ofta står på vakt i närheten, gärna på en upphöjd plats. Så fort honan lämnar redet för näringssök täcker hon äggen helt med dun. Äggen ruvas i cirka 30 dygn och ungarna är flygga efter 45–50 dygn. Tidigt tar de sig ned till närmsta vatten där de vaktas och tas om hand av båda föräldrar.

## Gravanden och människan

### Status och hot
Arten har ett stort utbredningsområde och en stor population, och tros öka i antal. Utifrån dessa kriterier kategoriserar internationella naturvårdsunionen IUCN arten som livskraftig (LC). Världspopulationen uppskattas till mellan 415 000 och en halv miljon vuxna individer.
I Sverige listas den som nära hotad på Artdatabankens rödlista. Under 1900-talet har antalet häckande par kraftigt varierat i Sverige. I början av seklet minskade beståndet kraftigt i hela Östersjöområdet men senare under 1950-talet ökade antalet igen, bland annat på grund av fridlysning i Danmark. Nu minskar arten återigen, sedan millennieskiftet med mellan 15 och 30 %. Beståndet uppskattades 2020 till mellan 9 200 och 12 200 häckande individer.

### Taxonomi och namn
Carl von Linné beskrev arten 1758 som Anas Tadorna i tionde upplagan av Systema naturae. Den äldsta skriftliga källa där det svenska trivialnamnet nämns är från 1790 och allmänt anses att förledet grav- kommer av artens vana att häcka i hålor i marken. Gravand har även kallats gravgås, jugås (på Gotland), brandgås och ringgås.